# سازند ایلام
سازند ایلام یکی از سازندهای زمین‌شناسی زاگرس با سن سانتونین تا کامپانین است که آخرین سازند گروه بنگستان به‌شمار می‌رود. مقطع تیپ این سازند در تنگ گرا واقع در شمال غربی کبیرکوه مطالعه و اندازه‌گیری شده است. ضخامت سنگ‌های این سازند در مقطع تیپ حدود ۱۹۰ متر است و از آهک‌های نازک‌لایه رس‌دار دانه‌ریز به رنگ خاکستری تشکیل شده است. این آهک‌ها دارای چینه‌بندی منظم بوده و با شیل‌های سیاه‌رنگ همراه می‌باشند. سازند ایلام دارای ذخایر فرعی و کوچک نفتی در میدان‌های آب تیمور، اهواز، امام حسن، منصوری و دارخوین و هم‌چنین دارای ذخایر گاز در میدان هلوش است.